# Cephalostemon riedelianus
Cephalostemon riedelianus är en gräsväxtart som beskrevs av Friedrich August Körnicke. Cephalostemon riedelianus ingår i släktet Cephalostemon och familjen Rapateaceae. Inga underarter finns listade i Catalogue of Life.